# Moroca
Moroca is een geslacht van wantsen uit de familie van de Miridae (Blindwantsen). Het geslacht werd voor het eerst wetenschappelijk beschreven door Bertil Robert Poppius in 1912.

## Soorten
Het genus bevat de volgende soorten:

- Moroca chuavea Carvalho, 1986
- Moroca elongata Carvalho, 1986
- Moroca fasciata Carvalho, 1986
- Moroca giluwensis Carvalho, 1986
- Moroca karubaka Carvalho, 1986
- Moroca lineaticolle Poppius, 1912
- Moroca lutescens Carvalho, 1986
- Moroca morobensis Carvalho, 1986
- Moroca nigriclava Carvalho, 1986
- Moroca ottoana Carvalho, 1986
- Moroca rubescens Carvalho, 1986
- Moroca similima Carvalho, 1986
- Moroca simillima Carvalho, 1986
- Moroca trilineata Carvalho, 1986
- Moroca unicolor Carvalho, 1986
- Moroca verticillata Carvalho, 1986
- Moroca watuta Carvalho, 1986
- Moroca wauensis Carvalho, 1986